# Посёлок Аксубаевского лесозавода
Посёлок Аксубаевского лесозавода — посёлок в Аксубаевском районе Республики Татарстан Российской Федерации. Входит в состав Кривоозерского сельского поселения.

## География
Посёлок находится в верховье реки Канавка, в 8 километрах к юго-востоку от посёлка городского типа Аксубаево.

## История
Посёлок основан в 1930-х годах. Входил в состав Аксубаевского, с 1 февраля 1963 года в Октябрьском, с 12 января 1965 года вновь в Аксубаевском районах.

## Население
| 1938 | 1949 | 1970 | 1989 | 2000 |
| ---- | ---- | ---- | ---- | ---- |
| 219  | 102  | 50   | 25   | 16   |